# Романчук, Павел Родионович
Павел Родионович Романчук (11 марта 1921 — 22 июня 2008) — советский военнослужащий, участник Великой Отечественной войны, Герой Советского Союза, начальник разведки дивизиона 791-го артиллерийского полка 254-й стрелковой дивизии 73-го стрелкового корпуса 52-й армии Степного фронта, старший лейтенант. Советский учёный-астрофизик.

## Биография
Родился 11 марта 1921 года в селе Гринев, ныне село Галенково Роменского района Сумской области, в семье крестьянина. Украинец. В 1939 году окончил среднюю школу.
В Красную Армию призван в апреле 1941 года Роменским районным военкоматом Сумской области. Когда началась Великая Отечественная война, служил помощником командира взвода на одной из авиабаз. В 1942 году окончил Киевское артиллерийское училище. Воевал на Западном, Северо-Западном, Воронежском, Степном фронтах. Был трижды ранен, дважды контужен.
Указом Президиума Верховного Совета СССР «О присвоении звания Героя Советского Союза генералам, офицерскому, сержантскому и рядовому составу Красной Армии» от 22 февраля 1944 года за «образцовое выполнение боевых заданий командования при форсировании реки Днепр, развитие боевых успехов на правом берегу реки и проявленные при этом отвагу и геройство» удостоен звания Героя Советского Союза с вручением ордена Ленина и медали «Золотая Звезда».
В 1944 году после долгого лечения в госпиталях по состоянию здоровья демобилизовался из рядов Красной Армии. Член ВКП/КПСС с 1948 года. В 1950 году окончил Киевский государственный университет имени Т. Г. Шевченко. Преподавал экспериментальную физику, долгое время был директором Астрономической обсерватории этого же учебного заведения. Жил в Киеве.
Умер 22 июня 2008 года. Похоронен в Киеве на Совском кладбище.

## Сочинения
Автор около 100 научных работ.
- Солнечная активность и уровень Каспийского моря // Вестник Киев. ун-та. Астрономия. — 1985. — № 27- C.23-26.
- Уровень Каспийского моря и солнечная активность // Вестник Киев. ун-та. Астрономия. — 1986. — № 28 — C.51-53. * Романчук П. Р. Колебания атмосферы Земли под действием приливных сил Юпитера // Вестник Киев. ун-та. Астрономия. — 1988. — № 30 — C.50-54.
- К решению проблемы солнечно-земных связей, прогнозирования климата, погоды и вулканических извержений // Препринт ГАО-96-3Р. ГАО НАНУ. — Киев, 1996.
- Стік Дніпра і сонячна активність// Водне господарство України. −1997. — № 1 — C.3-4.
- Пасічник М. М. Клімат Києва і сонячна активність// Вісник Київ. ун-ту. Астрономія. — 1997. — № 34 — C.66-72.
- Романчук П. Р., Бабий В. П. Изменения уровня Мирового океана и Чёрного моря// Труды международной конференции «Физика и динамика ма-лых тел Солнечной системы». — Киев, 1998. — C.57-60.
- Романчук П. Р., Пасічник М. М. Місячні варіації рівня Каспійського моря і сонячна активність// Вісник Київ. ун-ту. Фіз.- мат. науки. — 1992. — № 3 — C.74-79.
- Романчук П. Р., Криводубский В. Н., Изотов Ю. И., Изотова И. Ю. Прогнозирование хромосферных вспышек с заблаговременностью от 1 до 7 дней // Вестник Киев. ун-та. Астрономия. — 1977. — № 19 — C.29-36. 36.
- Романчук П. Р., Изотова И. Ю., Криводубский В. Н., Адаменко А. С., Бабий В. П. Прогнозирование солнечных вспышек с заблаговре-менностью от одного до семи дней в Астрономической обсерватории Киевского университета в 1976—1980 гг. //Вестник Киев. ун-та. Астрономия. — 1982. — № 24 — C.50-56.
- Изотов Ю. И., Изотова И. Ю., Романчук П. Р. Долгосрочное прогнозирование хромосферных вспышек с заблаговременностью до нескольких месяцев // Солнеч. данные. — 1976. — № 7 — C.67-72.
- Изотов Ю. И., Изотова И. Ю., Романчук П. Р. Вспышечная активность в процессе развития группы пятен // Сб. «Возникновение и эволюция активных областей на Солнце». — М., 1976. — С.162-165.

## Награды
Награждён орденами Ленина, Отечественной войны 1-й степени, Красной Звезды, медалями.

## Память
В городе Ромны Сумской области на Аллее Героев установлен памятный стенд П. Р. Романчука.